# Valea Sicheviței, Caraș-Severin
Valea Sicheviței este un sat în comuna Sichevița din județul Caraș-Severin, Banat, România.